# Children's Television Act
Children's Television Act är en amerikansk lag, som antogs 1990. Den kräver att TV-stationerna även sänder utbildningsinriktade barnprogram. I augusti 1996 antog Federal Communications Commission (FCC) nya bestämmelser, för att stärka lagen, och kravet fastställdes till minst tre timmars kunskapsinriktade barnprogram per vecka.

### Fotnoter
1. ↑  Mifflin, Lawrie (9 augusti 1996). ”U.S. Mandates Educational TV for Children”. The New York Times:  s. 16. http://www.nytimes.com/1996/08/09/us/us-mandates-educational-tv-for-children.html. Läst 14 mars 2010.
2. ↑  ”Quality Television for Children”. The New York Times:  s. 32. 16 augusti 1996. http://www.nytimes.com/1996/08/16/opinion/quality-television-for-children.html?pagewanted=1. Läst 14 mars 2010.